# Zahar Berkut
Zahar Berkut (en ukrainien: Захар Беркут) est le nom d'une station de ski de très petite taille développée sur les pentes du mont Vysokyy Verh (1 242 mètres). Elle est située près de Slavske (Сла́вське), dans le raïon de Sokal (oblast de Lviv), dans le sud-ouest de l'Ukraine.
Elle tire son nom du complexe hôtelier qui exploite les remontées mécaniques.
Le domaine skiable est desservi principalement par un télésiège long de 2 800 mètres, de marque Prommekhanizatsya (Проммеханізація). Reliant la station au sommet, il possède deux gares intermédiaires. Trois téléskis complètent l'infrastructure.
Il est prévu de construire une piste de ski supplémentaire desservant directement le complexe hôtelier.